# Блумдејл (Охајо)
Блумдејл (енгл. Bloomdale) град је у америчкој савезној држави Охајо.

## Демографија
По попису из 2010. године број становника је 678, што је 46 (-6,4%) становника мање него 2000. године.
| Група             | 2000.       | 2010.       |
| Белци             | 701 (96,8%) | 655 (96,6%) |
| Афроамериканци    | 0 (0,0%)    | 0 (0,0%)    |
| Азијати           | 3 (0,4%)    | 2 (0,3%)    |
| Хиспаноамериканци | 12 (1,7%)   | 18 (2,7%)   |
| Укупно            | 724         | 678         |